# زقيم

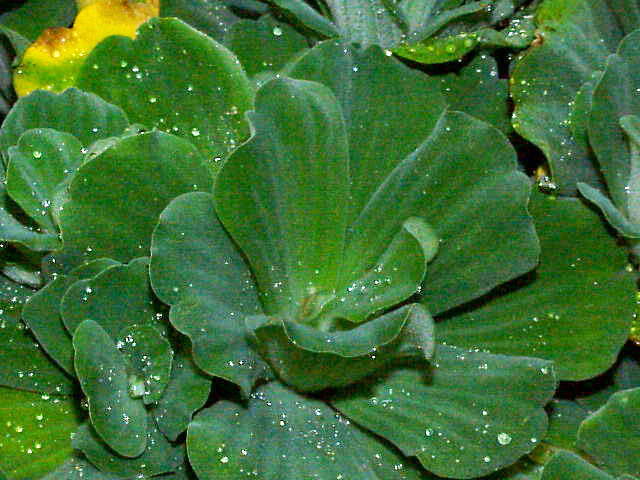

حي العالم المائي أو الزَّقيم أو بستيا (باللاتينية: Pistia) هو جنس من النباتات المائية ينتمي لعائلة اللوف ، يسمى أيضا ملفوف الماء أو خس الماء أو ملفوف النيل أو زهرة الصدف، اكتُشف لأول مرة عند نهر النيل بالقرب من بحيرة فيكتوريا في إفريقيا، وهو يتكاثر اليوم إما بشكل طبيعي أو صناعي (ضمن بيوت بلاستيكية). يعتبر هذا النبات من الأنواع الغازية (أي التي تميل إلى الانتشار بكثرة) وغير مرغوب فيها أو ضارة.
اشتق اسم الجنس لهذا النبات من الكلمة اليونانية πιστός (بيستوس) ، والتي تعني «الماء» ، وتشير إلى الطبيعة المائية للنباتات. 